# Bicaz (rijeka)
Bicaz (rumunjski: râul Bicaz, mađarski: Békás-patak) je rječica u Rumunjskoj desna pritoka Bistrițe.
Ona izvire iz jezera Roşu u županiji Harghita i prolazi kroz kanjon Bicaz.

## Pritoke
Glavni pritoci su:
- Lijevi: Licoș, Suhard, Cupaș, Lapoș, Șugău, Țepeșeni, Capra (ili Pârâul Jidanului), Chișirig, Pârâul Izvorului, Neagra, Tașca, Hamzoaia
- Desni: Pârâul Oii, Bicăjel, Bardoș, Surduc, Dămuc, Ticoș, Floarea, Secu

## Vanjske poveznice
|  | Zajednički poslužitelj ima još gradiva o temi Kanjoj Bicaz |